# 奇泽姆诉乔治亚州案
奇澤姆訴喬治亞州案（英語：Chisholm v. Georgia），2 U.S. (2 Dall.) 419 (1793)，被認為是美國最高法院第一個具有重大意義與影響的案件。鑒於其日期，可用的法律先例很少（尤其是在美國法律）。本案判決幾乎立刻被第十一修正案所推翻。

## 案件背景
1792年在南卡羅來納州，羅伯特·法誇爾（Robert Farquhar）的遺囑執行人亞歷山大·奇澤姆（Alexander Chisholm），試圖在最高法院起訴喬治亞州，以求取在美國獨立戰爭期間，法誇爾對喬治亞州之補給物資的賠償。美國司法部長艾德蒙·藍道夫在法庭上為原告辯護。被告喬治亞州拒絕出庭，聲稱作為一個「具有主權的州」，在未經其同意下不得被起訴。

## 法院判決
在4比1的票數下，法院裁定原告勝訴，由首席大法官約翰·傑伊和陪審大法官約翰·布萊爾、詹姆斯·威爾遜和威廉·庫欣構成主要多數，只有大法官艾爾德爾提出異議（當時，尚未有「法院意見書」或「多數意見書」，大法官以「順次意見」個別發表意見，並以資歷遞增排列）。法院裁定憲法第三條第二款廢止了各州的主權豁免並給予聯邦法院審理普通公民與州之間之爭議的權力。

## 後續發展
因為「奇澤姆訴喬治亞州案」，第十一修正案在1795年批准，移除了聯邦司法對一州或外國公民向另一州所提起之訴訟的管轄權。然而，若該州同意，或者國會有效行使根據第十四修正案的補救性質權力，以廢止各州對於訴訟的豁免權的情況下，一州或外國公民才可以向聯邦法院起訴。後者參見「費茲派屈訴比澤爾案，427 U.S. 445 (1976)」。

## 外部連結
- Chisholm v. Georgia, 2 U.S. 419 (1793)的文本可参见：Justia · Findlaw · LII